# Glasflaschenverbotsgesetz

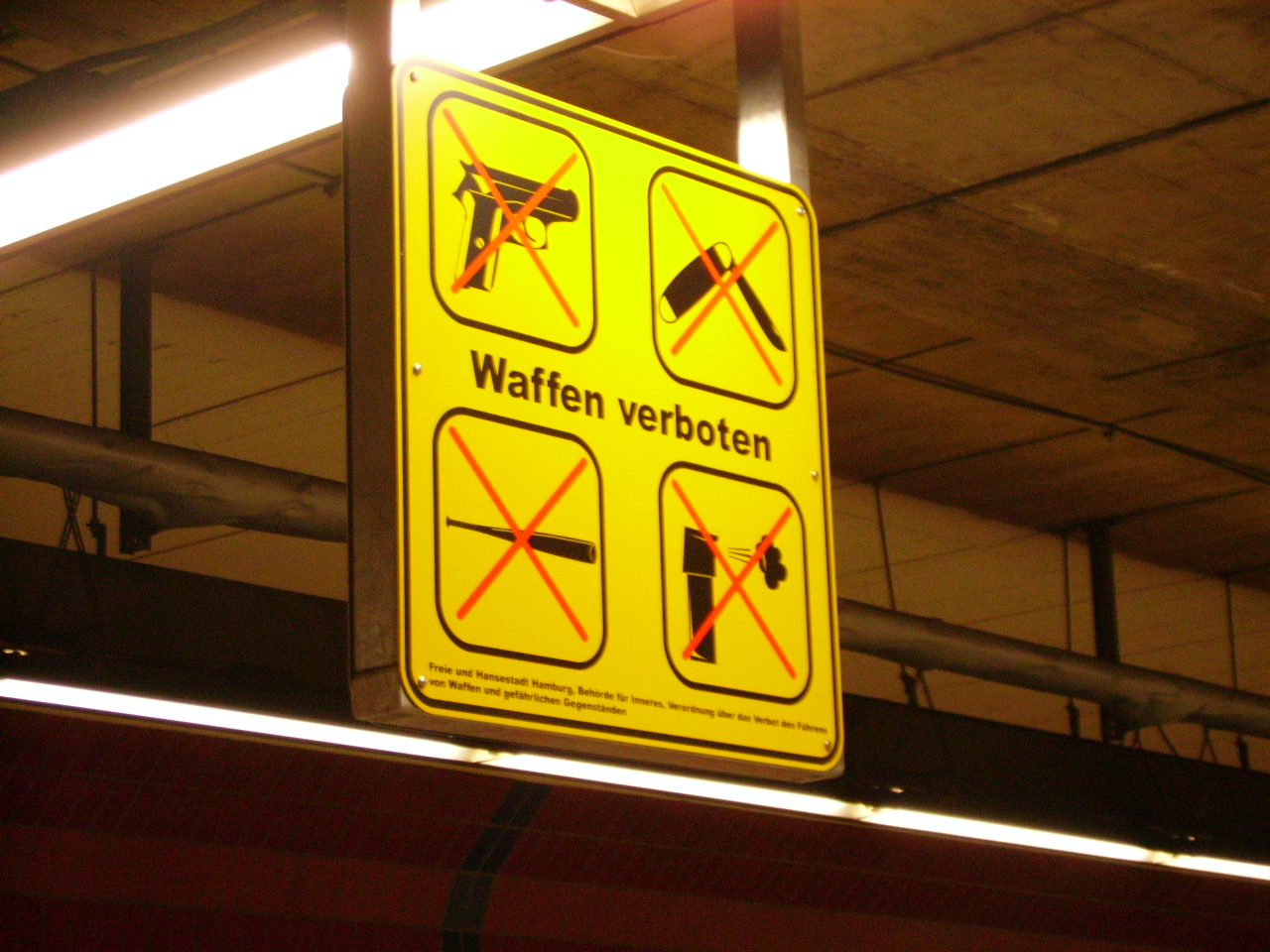
Waffenverbotsschild im S-Bahnhof Reeperbahn

Das Hamburger Glasflaschenverbotsgesetz enthält das Verbot, Getränkebehältnisse aus Glas (Glasflaschen, Trinkgläser und sonstige Behältnisse aus Glas) zu bestimmten Zeiten in einem festgelegten Bereich in Hamburg-St. Pauli mitzuführen oder zu verkaufen. Ziel ist die Erhöhung der Sicherheit durch die Verhinderung des Missbrauchs von Glasbehältnissen zur Begehung von Straftaten. Eine solche gesetzliche Regelung ist in Deutschland einzigartig. Es gilt in einem Gebiet, für das bereits eine seit 2007 bestehende Verordnung auch das Mitführen von Waffen und anderen gefährlichen Gegenständen verbietet.

## Geschichte

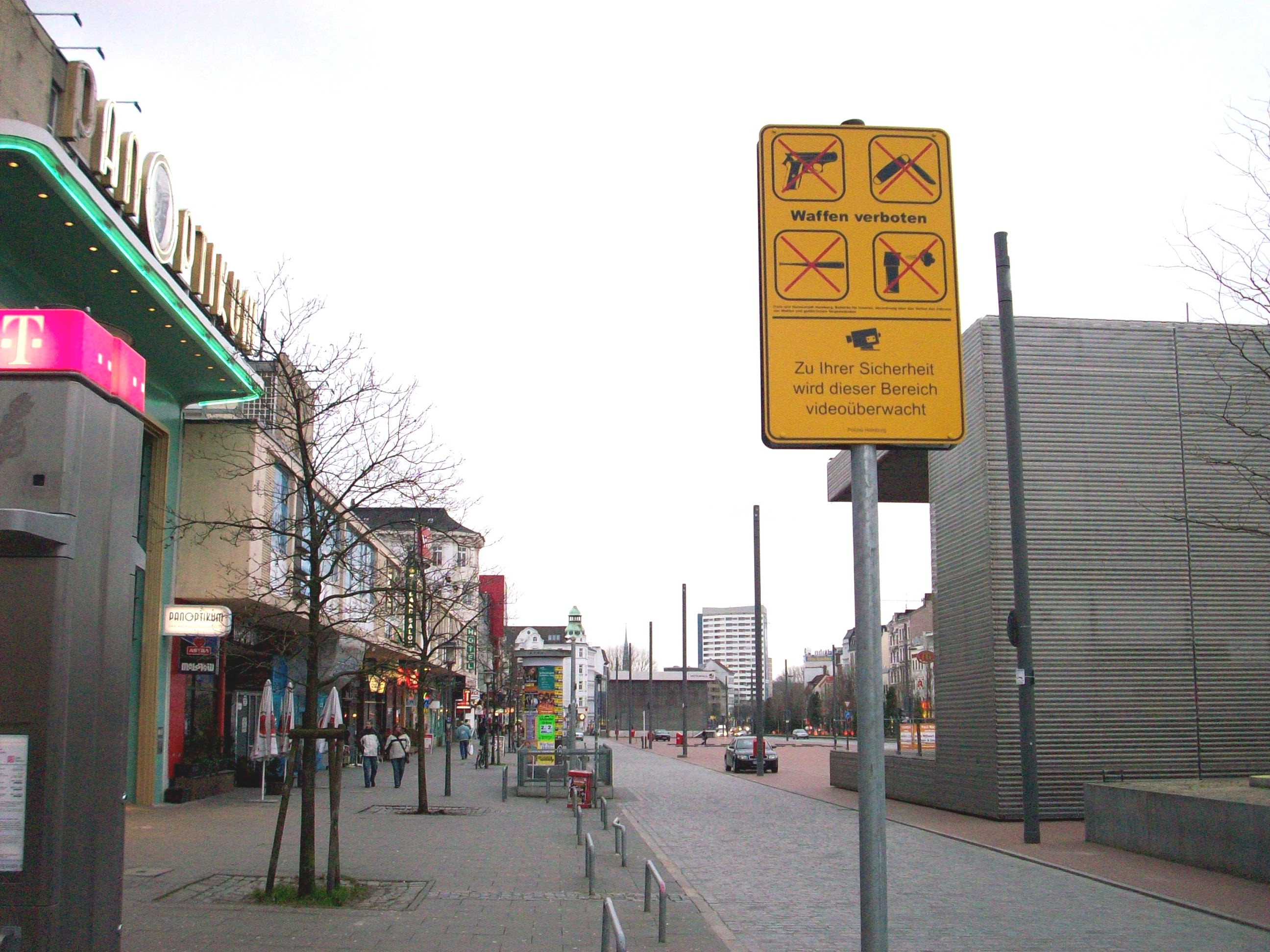
Schild am Spielbudenplatz, noch ohne Ergänzung um Glasflaschen

Die Reeperbahn und ihre angrenzenden Straßen sind ein überregional bekanntes Vergnügungs- und Rotlichtviertel im Stadtteil Hamburg-St. Pauli, das von bis zu vier Millionen Gästen jährlich besucht wird. Insbesondere an Wochenenden kam und kommt es zwischen den Besuchern der zahlreichen Schank- und Vergnügungsstätten, wie Kneipen, Bars und Diskotheken zu tätlichen Auseinandersetzungen, bei denen auch Glasflaschen als Tatmittel verwendet werden. Zudem wird die Verschmutzung und Unfallgefahr durch Glasscherben auf den Gehwegen kritisch gesehen. So sprach sich bereits 2007 die Bezirksversammlung Hamburg-Mitte für ein Glasflaschenverbot im Gebiet um die Reeperbahn aus. Die meisten Betreiber von Verkaufsstellen hatten sich freiwillig verpflichtet, keine Glasflaschen auf der Reeperbahn anzubieten, was sich im Einzelfall bewährte, doch  nicht den gewünschten Erfolg in der Gesamtwirkung zeigte. Im Jahr 2009 wurde das Gesetz durch Innensenator Christoph Ahlhaus auf den Weg gebracht und von der Bürgerschaft beschlossen.
Das Gesetz über das Verbot des Mitführens und des Verkaufs von Glasgetränkebehältnissen in bestimmten Gebieten (GlasflaschenverbotsG) vom 9. Juli 2009 trat am 15. Juli 2009 in Kraft. Das Gebiet, in dem das Verbot greift, ist mit jenem identisch, für das seit 11. Dezember 2007 auch ein „Waffenverbot“ gilt. Bei der ebenfalls aus Sicherheitsgründen erlassenen Verordnung über das Verbot des Führens von Waffen und gefährlichen Gegenständen vom 4. Dezember 2007, die das Mitführen von Waffen, Messern, Knüppeln, Reizstoffsprühgeräten und ähnlichen Gegenständen um die Reeperbahn (zudem um den Hansaplatz in St. Georg) verbietet, war Hamburg ebenfalls bundesweit Vorreiter. Das entsprechende Gebiet wurde durch gemeinsame Schilder kenntlich gemacht, die auf die bestehenden Verbote hinweisen.
Der Erfolg des Glasflaschenverbotes ist umstritten. Laut Polizei halten sich zwar die meisten Besucher der Verbotszone an das Verbot und es habe zur Beruhigung beigetragen, dennoch zeigte eine interne Erhebung der Polizei, dass die Gewalttaten nach der Einführung nur minimal zurückgegangen sind und sich dies nicht auf das Verbot zurückführen lässt. Eine umfassende Evaluation des Gesetzes liegt noch nicht vor.
Darüber hinaus gab es in der Politik Überlegungen, das Verbot auch auf den Stadtteil Sternschanze zu erweitern.

## Gesetzliche Grundlage
Das Glasflaschenverbot bedeutet einen Eingriff in die Rechte der Passanten und der der Gewerbetreibenden. Rechtsgrundlage ist das Gesetz über das Verbot des Mitführens und des Verkaufs von Glasgetränkebehältnissen in bestimmten Gebieten (GlasflaschenverbotsG). Freitag-, Sonnabend- und Sonntagnacht sowie in der Nacht vor Feiertagen und der darauffolgenden Nacht ist es in der Zeit zwischen 22 Uhr und 6 Uhr verboten, in dem bestimmten Gebiet Glasgetränkebehältnisse außerhalb einer Wohnung, eines Geschäftsraumes oder eines befriedeten Besitztums mitzuführen oder sie zu verkaufen. Dabei ist es unerheblich, um welche Art von Getränken es sich handelt. Verstöße stellen Ordnungswidrigkeiten dar und werden mit einer Geldbuße von 20 bis 40 Euro geahndet, in Wiederholungsfällen bis zu 5000 Euro. Das Verbot wird vom Ordnungsdienst des Bezirks Hamburg-Mitte und der Polizei überwacht. Ausnahmen sind zum Beispiel das Mitführen original verschlossener Glasbehältnisse in einem geschlossenen und gesicherten Behältnis, für die genehmigte Außengastronomie, für Gewerbetreibende zu Transportzwecken oder das Mitführen in einem geschlossenen Fahrgastraum.
Das Gesetz beinhaltet selbst keine Eingriffsermächtigung. Die zur Durchführung von Kontrollen notwendige Ermächtigungsgrundlage ist § 4 Absatz 2 des Gesetzes über die Datenverarbeitung der Polizei. Zusätzlich gelten die Bestimmungen des Gesetzes zum Schutz der öffentlichen Sicherheit und Ordnung und der Strafprozessordnung.